# Gilbert Postelle
Gilbert Ray Postelle (22 de junio de 1986 - 17 de febrero de 2022) fue un estadounidense condenado por un cuádruple asesinato en Oklahoma cometido en 2005 cuando tenía 18 años. Fue condenado a muerte y ejecutado el 17 de febrero de 2022.

## Primeros años
Nació el 22 de junio de 1986, fue abandonado por su madre a una edad temprana y a los doce años comenzó a consumir metanfetamina a diario.

## Crimen
El 30 de mayo de 2005, Día de los Caídos, él, de 18 años, su hermano David Postelle, su padre Brad Postelle y otro hombre dispararon y mataron a cuatro personas en un "ataque relámpago" en una casa de Oklahoma City. Las víctimas eran Donnie Swindle (49), James Alderson (57), Terry Smith (56) y Amy Wright (26). Antes del ataque, Brad Postelle estuvo involucrado en un accidente de moto y resultó gravemente herido. Durante el ataque, Postelle disparó más de treinta veces con un rifle AK-47, alcanzando a las cuatro víctimas. Wright y Alderson intentaron huir y Postelle les disparó por la espalda.

## Condena
Fue condenado a dos penas de muerte, una por el asesinato de Wright y otra por el de Alderson a quienes les disparo por la espalda mientras huían, y a cadena perpetua sin posibilidad de libertad condicional por las muertes de Swindle y Smith. Su hermano fue condenado a cadena perpetua sin posibilidad de libertad condicional. Su padre fue declarado incompetente para ser juzgado debido a las lesiones sufridas en el accidente de moto.
Se casó con Veronica Ward en 2017 mientras estaba en el corredor de la muerte y se divorciaron tres años después, pero siguieron siendo amigos. En el momento de su ejecución, estaba comprometido con Jackie Thompson. 

## Ejecución
Su última comida incluyó 20 nuggets de pollo, tres papas fritas grandes, un sándwich de pollo crujiente, una bebida de cola grande y un frappe de caramelo. Fue ejecutado por inyección letal y declarado muerto a las 10:14 am CST. Se negó a dar unas últimas palabras.